# Macrobiotus rigidus
Macrobiotus rigidus är en djurart som tillhör fylumet trögkrypare, och som beskrevs av Giovanni Pilato och Oscar Lisi 2006. Macrobiotus rigidus ingår i släktet Macrobiotus och familjen Macrobiotidae. Inga underarter finns listade i Catalogue of Life.